# Rejon Nyski
Rejon Nyski – jeden z czterech Rejonów Duszpasterskich w rzymskokatolickiej diecezji opolskiej. 
W dniu 31 stycznia 2025 roku Biskup Opolski Andrzej Czaja mianował Księży Dziekanów Rejonów Duszpasterskich i Dziekanów Dekanatów na nową, pięcioletnią kadencję, która rozpocznie się 1 lutego br. i trwać będzie do 31 stycznia 2030 roku.
Dziekanem Rejonu Nyskiego został mianowany ks. mgr lic. Piotr Sznura, proboszcz parafii Miłosierdzia Bożego w Prudniku i dziekan dekanatu Prudnickiego.
W skład Rejonu Nyskiego wchodzi dwanaście dekanatów:
- Dekanat Biała
- Dekanat Głuchołazy
- Dekanat Grodków
- Dekanat Nysa
- Dekanat Otmuchów
- Dekanat Paczków
- Dekanat Prudnik
- Dekanat Skoroszyce